# Єзюрко (Підкарпатське воєводство)
Єзюрко (пол. Jeziórko) — село в Польщі, у гміні Ґрембув Тарнобжезького повіту Підкарпатського воєводства.